# Athyrium angustum
Espèce
Athyrium angustum, l'Athyrie fougère femelle rouge, est une fougère de la famille des Dryopteridaceae.

## Synonymes
Basionyme :
- Aspidium angustum Willd. 1810

Autres synonymes selon Tropicos (20 mai 2013) :
- Allantodia angustatum (Willd.) Desv.
- Athyrium filix-femina subsp. angustum (Willd.) R.T. Clausen
- Athyrium filix-femina var. angustum (Willd.) G. Lawson